# Îles Três Irmãs
Les îles Três Irmãs (« îles Trois Sœurs » en français) se situent dans l'océan Atlantique, sur le littoral sud du Brésil, au sud-est de l'île de Santa Catarina, au large de praia do Pântano do Sul. Ce groupe de trois îles fait partie de la municipalité de Florianópolis. Il est rattaché au parc de la Serra do Tabuleiro.
Les îles sont dénommées :
- Irmã do Meio (« sœur du milieu ») ;
- Irmã Pequena (ou Costeira) (« petite sœur » ou « sœur côtière »), la plus proche de la côte ;
- Irmã de Fora (« sœur de l'extérieur »), la plus au large.